# Langemark

Ausdehnung von Langemark und geographische Lage in Belgien

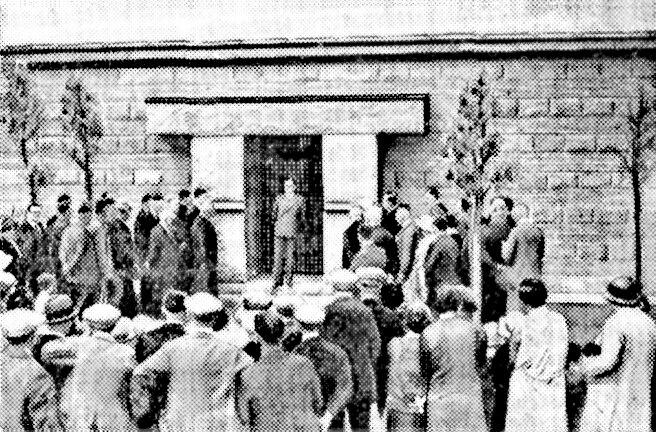
Weihestunde am Denkmal von Langemarck (10. Juli 1932)

Langemark ist der Hauptort der Gemeinde Langemark-Poelkapelle in der Provinz Westflandern der belgischen Region Flandern. Bekannt wurde der Ort als Stätte schwerer Kämpfe im Ersten Weltkrieg unter seinem historischen Namen Langemarck. Die Lage in der Kampfzone bedeutete für Langemarck die vollständige Zerstörung. Nahe dem wiederaufgebauten Langemark befindet sich der Deutsche Soldatenfriedhof Langemark.

## Flandernschlacht und Mythos von Langemarck
Im Ersten Weltkrieg fand im Oktober und November 1914 die Erste Flandernschlacht statt. Ein verlustreicher deutscher Angriff erfolgte am 10. November bei dem Dorf Langemarck. Die daran beteiligten Regimenter bestanden großenteils aus jungen Kriegsfreiwilligen. Von der Obersten Heeresleitung (OHL) angestoßen, propagierte man in Deutschland eine verklärte Sicht auf diese Schlacht; statt den genauen Ort des Kampfes – sechs Kilometer nordwestlich entfernt zwischen Noordschote und Bikschote – anzugeben, gab die OHL als Schauplatz „westlich Langemarck“ an. Der Tod der Soldaten wurde propagandistisch zum Mythos von Langemarck überhöht.
Bei dem am 10. Juli 1932 eingeweihten Langemarck-Denkmal auf dem Deutschen Soldatenfriedhof Langemark rahmen Sandsteinquader den Eingang. Anlässlich der Einweihung hielt Josef Magnus Wehner, der selbst an der Westfront verwundet worden war, eine später weitverbreitete, den Mythos von Langemarck untermauernde Rede. In der Halle befanden sich auf Eichentafeln geschnitzt die Namen der dort Gefallenen. An der Stirnseite der Gräberstätte befand sich ein mit Mohn bepflanzter Ehrenraum mit drei ehemaligen Betonunterständen. Der Kampffrontverlauf wurde dargestellt durch eine Linie mit 52 Steinsarkophagen, die die Inschriften studentischer Korporationsverbände und beteiligter Truppenteile tragen. An ihnen führt ein Plattenweg entlang. Der Ehrenraum wurde von einem breiten Wassergraben umschlossen.
Die Ehrenhalle des Glockenturmes auf dem Berliner Olympiagelände, erbaut 1936, zerstört 1945, rekonstruiert 1962, trägt den Namen Langemarckhalle. An ihrer Längswand hängen Langspitzschilde aus Blech, die alle bei Langemarck im Einsatz befindlichen deutschen Truppenteile auflisten.
Die im Zweiten Weltkrieg im besetzten Belgien hauptsächlich aus Flamen gebildete 27. SS-Freiwilligen-Grenadier-Division der Waffen-SS trug den Ehrennamen „Langemarck“.
Der belgische Astronom Eric Walter Elst gab 1989 einem von ihm entdeckten Asteroiden den historischen Namen „Langemarck“.